# ژاکوبن‌ها
ژاکوبن‌ها یا یعقوبیان در واژه‌نامه انقلاب کبیر فرانسه به اعضای باشگاه ژاکوبن (به فرانسوی: Club des Jacobins) می‌گفتند.
انجمن طرفداران نظام‌نامه که به باشگاه یا حزب ژاکوبن هم معروف می‌باشد. یکی از معروفترین حزب‌هایی بود که به دلیل نفوذ سیاسی، نقش عمده‌ای در توسعه و پیروزی انقلاب فرانسه داشت. این باشگاه در سال ۱۷۹۲ تغییر نام داد و تنها با عنوان حزب ژاکوبن شناخته می‌شد. در ابتدا، توسط نمایندگان ضد طرفدار سلطنت دوک‌نشین بریتانی تأسیس شد. حزب با برآورد عضویت تقریبی نیم میلیون یا بیشتر به سرعت رشد کرد و تبدیل به یک جنبش فراگیر جمهوری در سراسر کشور شد. ژاکوبن‌ها به تعبیری می‌توان گفت که یک باشگاه و حزب ناهمگن بودند به دلیل اینکه شامل هر دو جناح می‌گردید از جمله حزب مونتاین و ژیروندن، ژاکوبن از برجسته‌ترین باشگاه‌های سیاسی در انقلاب فرانسه بود. لفظ ژاکوبن در آن زمان رفته رفته برای نامیدن انقلاب‌خواهان و هواداران تغییرات ریشه‌ای به کار رفت. نام این گروه در انقلاب کبیر فرانسه با دوران حکمرانی وحشت گره خورده‌است. همچنین این لفظ در فرانسه کنونی اشاره به یک جمهوری متمرکز توسط دولتی ملی دارد. جنبش ژاکوبن‌ها در طول این درگیری‌ها بیش از ۱۷ هزار مخالف خود را به‌طور رسمی اعدام کردند. همچنین ۱۰ هزار نفر نیز در درون زندانها بدون داشتن محاکمهٔ دادگاهی اعدام شدند.

## تاریخچه
باشگاه ژاکوبن‌ها اولین باشگاهی بود که در دوره مجلس مؤسسان تأسیس شد. این محل در ابتدا مجمع نمایندگان مجلس بود که قبل از برگزاری جلسه در اموری که طرح می‌شد توافق می‌کردند. در اکتبر ۱۷۸۹ که مجلس و شاه از ورسای به پاریس انتقال یافتند تمام نمایندگان وطن‌خواه در این باشگاه جمع شده و آن را انجمن دوستان مشروطه نام گذاردند. غیر از نمایندگان مجلس گروهی از مردم متفرقه مانند نویسندگان و وکلای دعاوی و توانگران در آن عضو گشتند و مرکز خود را در صومعه قدیم ژاکوبن‌ها قرار دادند. اعضاء سالی ۳۰ فرانک حق عضویت می‌دادند و در ۱۷۹۱ عده آن‌ها به ۱۲۰۰ نفر می‌رسید. این گروه نام خود را از روی یعقوب برگزیدند و از این رو به ژاکوبن‌ها معروف شدند. یعقوب در انگلیسی به‌صورت جاکوب و در فرانسوی ژاکوب تلفظ می‌شود.

## تشکیلات
در زمان افتتاح مجمع قانون‌گذار ژاکوبن‌ها قدرت فوق‌العاده‌ای در کشور داشتند، در سال ۱۷۹۰ به تقلید انجمن ژاکوبن پاریس در ولایات هم انجمن‌هایی دایر شد و در ۴۸ محله پاریس هم ۴۸ حوزه تشکیل شد و آن را انجمن‌های ملی نامیدند. در ولایات بیش از ۲۰۰۰ حوزه دایر گردید و میان خود روابط کامل برقرار کردند که بیشتر به روشن کردن افکار و حفظ حقوق ملت کمک نمایند. این حوزه‌های ولایتی با مرکز خود در پاریس ارتباط یافتند و از او استشاره می‌کردند و از اخبار ولایت خود را به مرکز داده و اوامر مرکزی را اطاعت می‌کردند.
ژاکوبن‌ها به این ترتیب نمایندگان و مجریان بسیار در ولایات پیدا کردند که با اشاره مرکز همگی با نظم کامل انجام خدمت می‌کردند، در واقع حزب ژاکوبن با این تشکیلات منظم، دولتی تشکیل داد متمرکز و دارای روابط مستحکم در صورتی که مملکت فرانسه بر حسب قانون سال ۱۷۹۱ فاقد چنین تمرکز و انتظامی بود، به عبارت دیگر حزب ژاکوبن از دولت فرانسه هم تشکیلاتش منظم‌تر بود زیرا که از طرف دولت مرکزی نماینده در ولایات و ایالتی وجود نداشت و این حزب در همه جا دارای وکیل و رابط و وقایع‌نگار بود.

## پیامدها
یعقوبیان به فاصله کمتر از ۵ سال، ناپلئون بناپارت را بر مسند قدرت نشاندند و او جنگ‌هایی را با کشورهای اروپایی آغاز نمود که به جنگ‌های ناپلئونی مشهور شدند.